# Lijst van psychiatrische aandoeningen
Deze pagina weergeeft een lijst met voorbeelden van psychiatrische aandoeningen die benoemd worden in de DSM-IV.

## A
- Aanpassingsstoornis
- Afhankelijke persoonlijkheidsstoornis
- Angststoornis
- Anorexia nervosa
- Antisociale persoonlijkheidsstoornis
- Aandachtstekortstoornis

## B
- Bipolaire stoornis
- Boulimia Nervosa
- Borderline-persoonlijkheidsstoornis

## C
- Catatone schizofrenie
- Chronische motorische of vocale ticstoornis
- Conversiestoornis
- Cyclothyme stoornis

## D
- DCD
- Delier
- Dementie
- Depersonalisatiestoornis
- Depressie
- Dhatsyndroom
- Dissociatieve amnesie
- Dissociatieve fugue
- Dissociatieve identiteitsstoornis
- Dissociatieve stoornis
- Dissociatieve stoornis nao
- Dysthyme stoornis

## E
- Eetbuistoornis
- Eetstoornis
- Efebofilie
- Erotomanie
- Exhibitionisme

## F
- Fobie
- Frotteurisme

## G
- Gegeneraliseerde angststoornis
- Grootheidswaan
- Genderdysforie

## H
- Hypochondrie
- Hechtingstoornis

## J
- Jaloersheidswaan

## K
- Kleptomanie
- Kraambedpsychose

## M
- Manie
- Mentale retardatie
- Monomanie
- Münchhausensyndroom
- Misofonie

## N
- Nagebootste stoornis
- Narcistische persoonlijkheidsstoornis
- Necrofilie

## O
- Obsessieve-compulsieve stoornis
- Ongedifferentieerde somatoforme stoornis
- Oniomanie
- Ontwijkende persoonlijkheidsstoornis
- Organische persoonlijkheidsstoornis

## P
- Parafilie
- Paranoïde persoonlijkheidsstoornis
- Paranoïde waan
- Passief-agressieve persoonlijkheid
- Pathologisch gokken
- Pathologisch liegen
- Persoonlijkheidsstoornis niet anderszins omschreven (PDNOS)
- Pedofilie
- Periodieke explosieve stoornis
- Persoonlijkheidsstoornis
- Pervasieve ontwikkelingsstoornis
- Pica
- Pijnstoornis
- Postencefalitisch syndroom
- Postpartumdepressie
- Posttraumatische stressstoornis
- Psychose
- Psychotische stoornis door middelengebruik
- Pyromanie

## Q
- Querulantenwaan

## R
- Ruminatiestoornis
- Reactieve hechtingsstoornis

## S
- Schizofrenie
- Schizoaffectieve stoornis
- Schizoïde persoonlijkheidsstoornis
- Schizotypische persoonlijkheidsstoornis
- Seksueel fetisjisme
- Separatieangst
- Sociale fobie
- Somatisatiestoornis
- Somatische waan
- Somatoforme stoornis
- Stemmingsstoornis
- Stoornis van de lichaamsbeleving
- Syndroom van Capgras
- Syndroom van Cotard
- Syndroom van Da Costa
- Syndroom van Diogenes
- Syndroom van Ganser
- Syndroom van Gilles de la Tourette
- Syndroom van Klüver-Bucy
- Selectief mutisme

## T
- Theatrale persoonlijkheidsstoornis
- Trichotillomanie

## V
- Verslaving
- Verzamelzucht
- Voyeurisme

## Z
- Zoöfilie